# Alex Zahara
Alex Zahara (ur. 1 stycznia 1953 w Grande Prairie w prowincji Alberta) – kanadyjski aktor telewizyjny, teatralny, głosowy i filmowy. Był związany z teatrem jeszcze w szkole, występując w wersji scenicznej M*A*S*H. Później uczył klasy „Aktorstwo dla nastolatków” w Vancouver Film School. Zahara ukończył studia na uniwersytetach w Albercie i Kolumbii Brytyjskiej.

## Filmografia

### seriale TV
- 1998: Gliniarz z dżungli jako Gabe
- 1998-2003: Gwiezdne wrota jako obcy, Eggar, Iron Shirt, Michael, Shy One, Warrick
- 1999: System jako Marshall Roberts
- 1999: Pierwsza fala jako Gregory
- 2001: Andromeda jako Hanno
- 2001: Cień anioła jako Johanssen
- 2002: Jeremiah jako Ezekiel
- 2004: Szpital „Królestwo” jako Sol Tarus
- 2004: Wydział do spraw specjalnych jako Steve Baker
- 2004: Prawdziwe powołanie jako Peter
- 2005: Młodzi muszkieterowie jako Książę de Faure
- 2007: Więzy krwi jako Magnus
- 2010: Świry jako Alan Zenuk
- 2015: Człowiek z Wysokiego Zamku jako oficer SS Oliver Diels

### filmy
- 1999: Trzynasty wojownik jako Norseman
- 2003: Bezprawie jako Chet
- 2008: Kopciuszek: Roztańczona historia jako brytyjski reżyser
- 2009: Lodowe tornado jako Damon Jarwell
- 2009: 2012 jako pan Anton

### dubbing
- 2003: Gintama jako Shinsuke Takasugi
- 2006: O dziewczynie skaczącej przez czas jako Kousuke Tsuda
- 2006–2007: Nana jako pan Mizuki
- 2008: Kidō Senshi Gundam 00 jako Lockon Stratos
- 2010: Dead Rising 2 jako Theodore „Ted” Smith
- 2018: My Little Pony: Przyjaźń to magia jako Jack Pot